# Национальный театр Рубена Дарио
Национальный театр Рубена Дарио (исп. Teatro Nacional Rubén Darío) — национальный театр Никарагуа. Он расположен в столице Манагуа и был назван в честь одного из наиболее известных латиноамериканских, в частности никарагуанских, поэтов Рубена Дарио.

## История
Здание Национального театра Ребена Дарио было одним из немногих, сохранившихся в результате разрушительного землетрясения в 1972 году.

### Театр
Национальный театр Рубена Дарио — это место проведения различных культурных мероприятий Манагуа, включая музыку, театр, изобразительные искусства. В театре проходят наиболее значимые концерты и представления.